# Спермограмма по Крюгеру
Критерии Крюгера морфологии сперматозоидов или строгие критерии морфологии сперматозоидов (англ. Kruger Strict Criteria) — оценка морфологии сперматозоидов по ряду характеристик с отнесением всех "неидеальных" сперматозоидов к патологическим формам. 
В 2010 году Всемирная организация здравоохранения приняла критерии Крюгера как эталонные. В издании ВОЗ 2021 года критерии остаются основным способом оценки морфологии сперматозоидов.
Нормальный сперматозоид состоит из овальной головки, шейки и длинного извивающегося хвоста. Аномальные формы характеризуются слишком большими или наоборот, маленькими головками, сдвоенными хвостами, неправильно формой головки. Не допускаются капли цитоплазмы, превышающие половину головки сперматозоида. Также оцениваются вакуоли и акросома. 
Морфология по Крюгеру позволяет определить наличие тератозооспермии - нарушение сперматогенеза, характеризующееся аномальным строением сперматозоидов. При подсчете количества сперматозоида учитываются только те, которые имеют идеальный внешний вид. Нормой считается количество сперматозоидов идеальных форм от 4% и более. В пятом издании ВОЗ за нижнюю границу в 4% был взят 5-й процентиль результатов мужчин с доказанной фертильностью (наступившая в паре беременность в течение 12 месяцев).
С 2010 по 2020 год были получены новые результаты, однако, референсный интервал в 4% сохранился. 
В настоящее время основным методом исследования морфологии сперматозоидов является оценка спермограммы по строгим критериям Крюгера, что может быть указано в бланке результата анализа. 
ВОЗ, в руководствах по лабораторному исследованию эякулята человека (4-е издание  (2001) и 5-е издание (2010)), руководствуется критериями Крюгера. Однако, в некоторых лабораториях используются прежние критерии и референсные интервалы, ранее называвшиеся "Спермограмма по ВОЗ" в отличие от "Спермограммы по Крюгеру". "Спермограмма по ВОЗ" подразумевает спермограмму по либеральным критериям 1992 или 1999 года.
В мире существуют и другие системы. Например, во Франции чаще используется модифицированная классификация Дэвида. 

## История
Критерии Крюгера впервые предложены профессором кафедры акушерства и гинекологии Стеленбосского университета Тинусом Крюгером в 1987 году.